# Liste der denkmalgeschützten Objekte in Frantschach-St. Gertraud
Die Liste der denkmalgeschützten Objekte in Frantschach-St. Gertraud enthält die 4
denkmalgeschützten, unbeweglichen Objekte der Gemeinde Frantschach-Sankt Gertraud.

## Denkmäler
| Foto |                 | Denkmal                                                                                 | Standort                                  | Beschreibung | Metadaten |
| ---- | --------------- | --------------------------------------------------------------------------------------- | ----------------------------------------- | --- | --- |
| ja   | Datei hochladen | Kath. Pfarrkirche hl. Nikolaus und Friedhof HERIS-ID: 43846 Objekt-ID: 44530            | Kamp Standort KG: Kamp                    | Die mit Strebepfeilern versehene Kirche ist ein spätgotischer, um 1500 errichteter Bau, der im 19. Jahrhundert nach Westen verlängert wurde. Der Westturm mit Pyramidenhelm ist von 1843. Das Langhaus ist netzrippengewölbt, der Chor kreuzrippengewölbt. Am Hochaltar mit Rosenkranzmadonnenbild (um 1700) ist eine gotische Sitzfigur hl. Nikolaus (um 1420). | BDA-Hist.: Q38005174 Status: § 2a Stand der BDA-Liste: 2025-06-30 Name: Kath. Pfarrkirche hl. Nikolaus und Friedhof GstNr.: 12/2 Pfarrkirche hl. Nikolaus, Kamp                        |
| ja   | Datei hochladen | Kath. Pfarrkirche hl. Gertraud und Friedhof HERIS-ID: 63852 Objekt-ID: 76541            | Sankt Gertraud 14 Standort KG: Untergösel | Die spätgotische Kirche wurde im 16. Jahrhundert über einem romanischen Vorgängerbau errichtet und 1963/64 durch einen großen südlichen Saalbau erweitert. An die Westwand des Neubaus wurde ein gotisches Fresko übertragen. | BDA-Hist.: Q2083041 Status: § 2a Stand der BDA-Liste: 2025-06-30 Name: Kath. Pfarrkirche hl. Gertraud und Friedhof GstNr.: .57, 631/2                                                  |
| ja   | Datei hochladen | Ehem. Hüttenwerk Sankt Gertraud HERIS-ID: 36343 Objekt-ID: 35207                        | Vorderwölch 43 Standort KG: Vorderwölch   | Der Hochofen wurde 1848 erbaut und 1883 stillgelegt. Die Anlage besteht aus einem turmartigen Bau im Tudorstil und dem sogenannten Aufzugshaus, das heute als Wohnhaus dient. Das Rauhgemäuer des Hochofens und das Erdgeschoß des Aufzughauses ist mit Schiefergneis ausgeführt, der Rest in Ziegelbauweise.                                                    | BDA-Hist.: Q37969822 Status: Bescheid Stand der BDA-Liste: 2025-06-30 Name: Ehem. Hüttenwerk Sankt Gertraud GstNr.: 40/6                                                               |
| ja   | Datei hochladen | Ziegelgitterstadel der Landwirtschaftlichen Fachschule HERIS-ID: 24721 Objekt-ID: 21127 | Zellach 18 Standort KG: Zellach           | Die Stallscheune wurde im späten 19. Jahrhundert mit Ziegelgitterfenstern errichtet. | BDA-Hist.: Q37886926 Status: Bescheid Stand der BDA-Liste: 2025-06-30 Name: Ziegelgitterstadel der Landwirtschaftlichen Fachschule GstNr.: 62/2 Landwirtschaftliche Fachschule Buchhof |